# حتى لا تتيه في الحي
حتى لا تتيه في الحي (بالفرنسية: Pour que tu ne te perdes pas dans le quartier) رواية فرنسية للكاتب باتريك موديانو الفائز عام 2014 بجائزة نوبل للأدب عن هذه الرواية.

## عن الرواية
يجد القارئ للرواية نفسه داخل وبين شوارع باريس حيث يقابل أصنافا متنوعة من البشر الذين يرسمهم المؤلف في أجواء تشير إلى أن الأحداث تجري في عالم يحيط به شعور حدوث جريمة في كل لحظة.

## العنوان والشعار

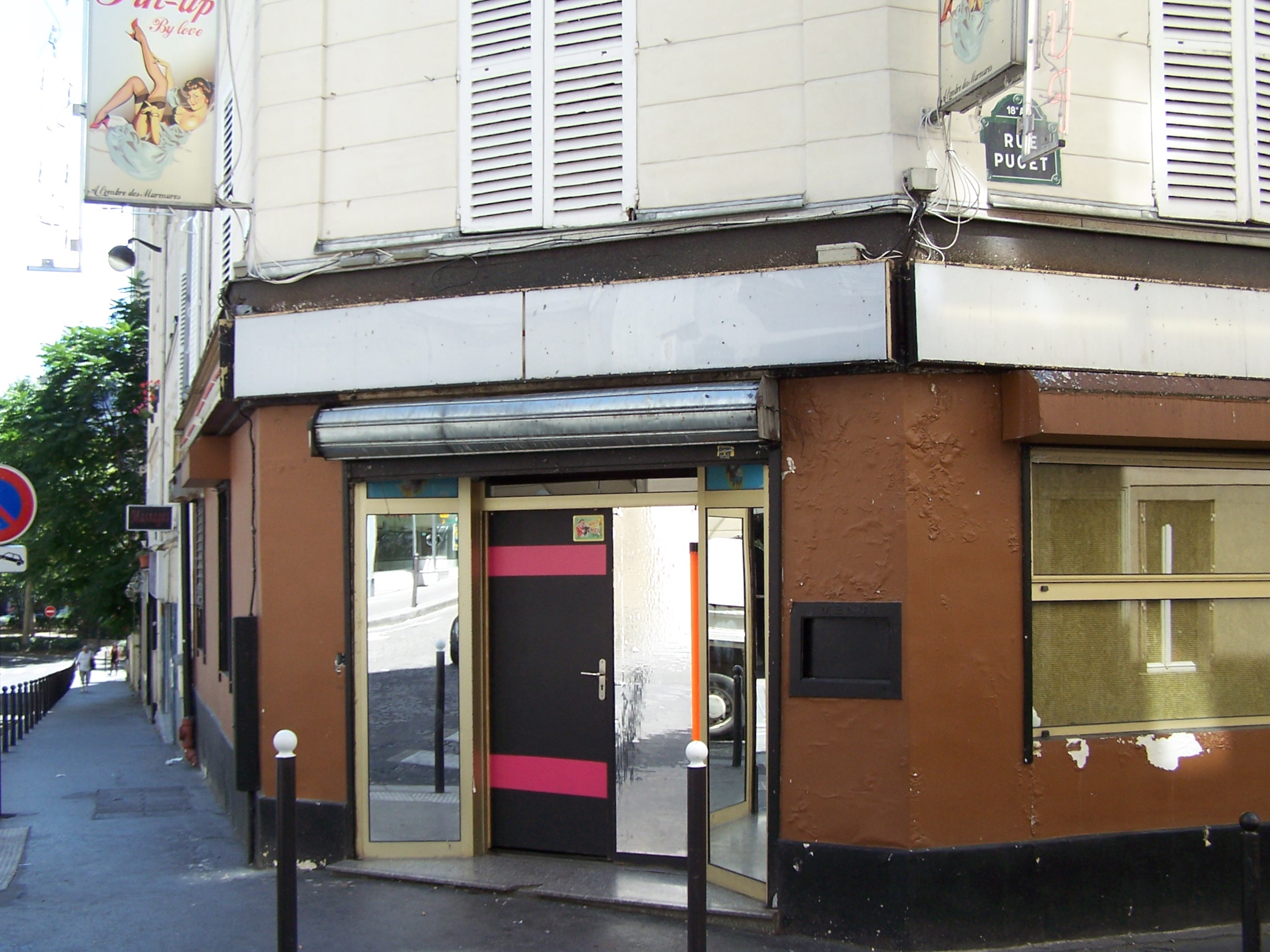
ملهى ليلي باريسي يقع على زاوية شارعي بوجيت وكوستو في عام 2013

الشخصية الرئيسية في الرواية هي الكاتب جان داراجان. تتكرر عبارة "Pour que tu ne te perdes pas dans le quartier" قرب نهاية الرواية على ورقة مطوية إلى أرباع ، كعبارة مكتوبة بخط يد آني أستراند الكبير القديم وهي امرأة في نفس عمر والدة داراجان. لاحقًا يتذكر كيف كان يتجول في باريس وحيدًا في صغره وهذه الورقة فقط في جيبه. والأهم من ذلك أن هذه الورقة احتوت على عنوان منزله ومنزل آني آنذاك. في الجزء الأخير من الرواية تُصاغ أحداث من شبابه بصيغة "pour que" ("لكي") إضافية : "لكي لا يضيع وسط الزحام (في المحطة)" و"لكي لا يفقد توازنه" و"لكي يتمكن من تذكر اسمه الجديد". في 4 ديسمبر 2012 يعود داراجان لزيارة منطقة مونمارتر بعد سنوات عديدة (ص 138) حيث كان يتجول فيها بمفرده عندما كان صبيًا وعمل على روايته الأولى عندما كان عمره ربما 22 عامًا.
"لا أستطيع أن أعرض حقيقة الوقائع بل ظلالها فقط" مأخوذ من السيرة الذاتية لستاندال حياة هنري برولارد (1890)."

## محتويات

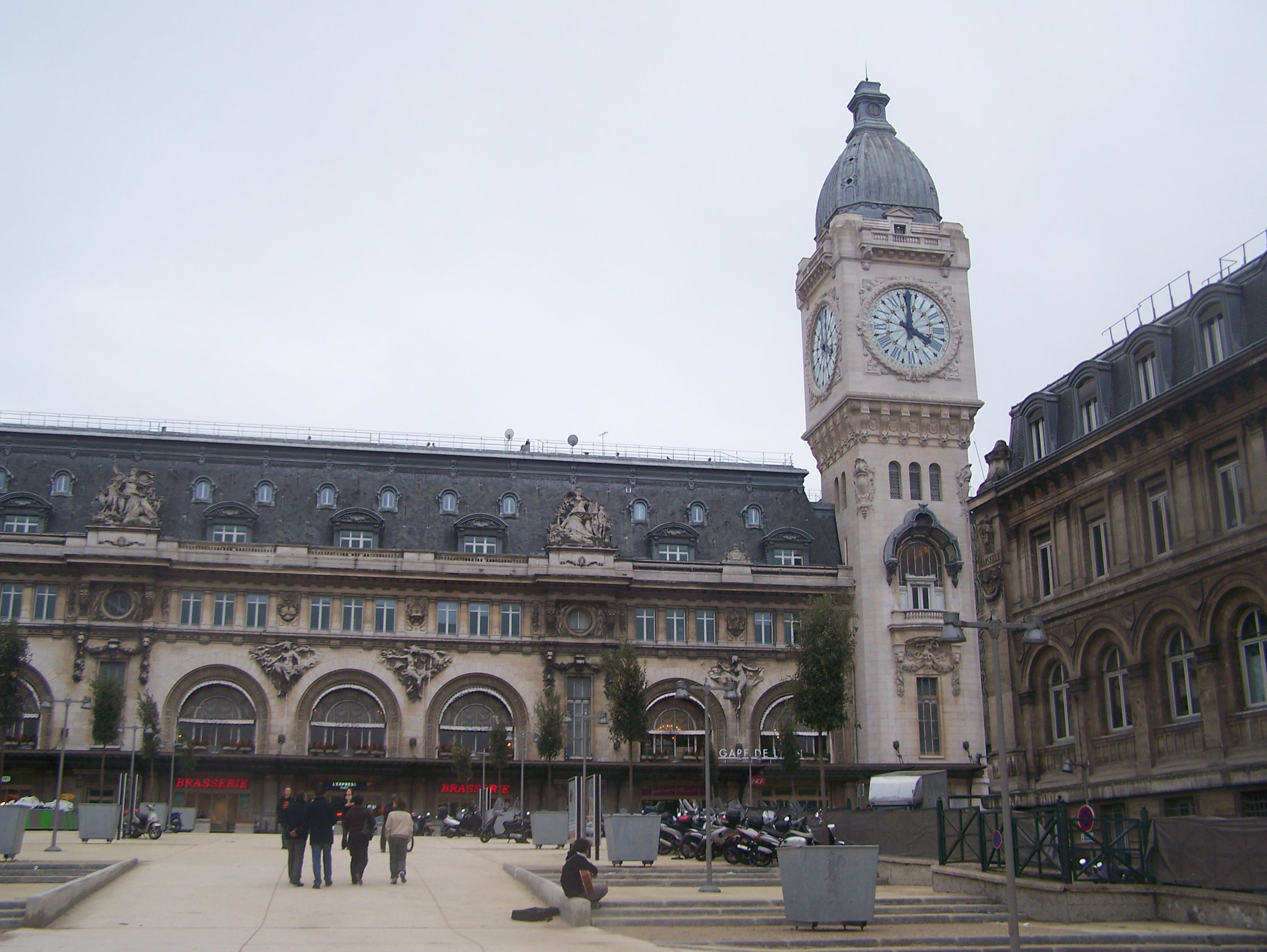
باريس محطة ليون 2006

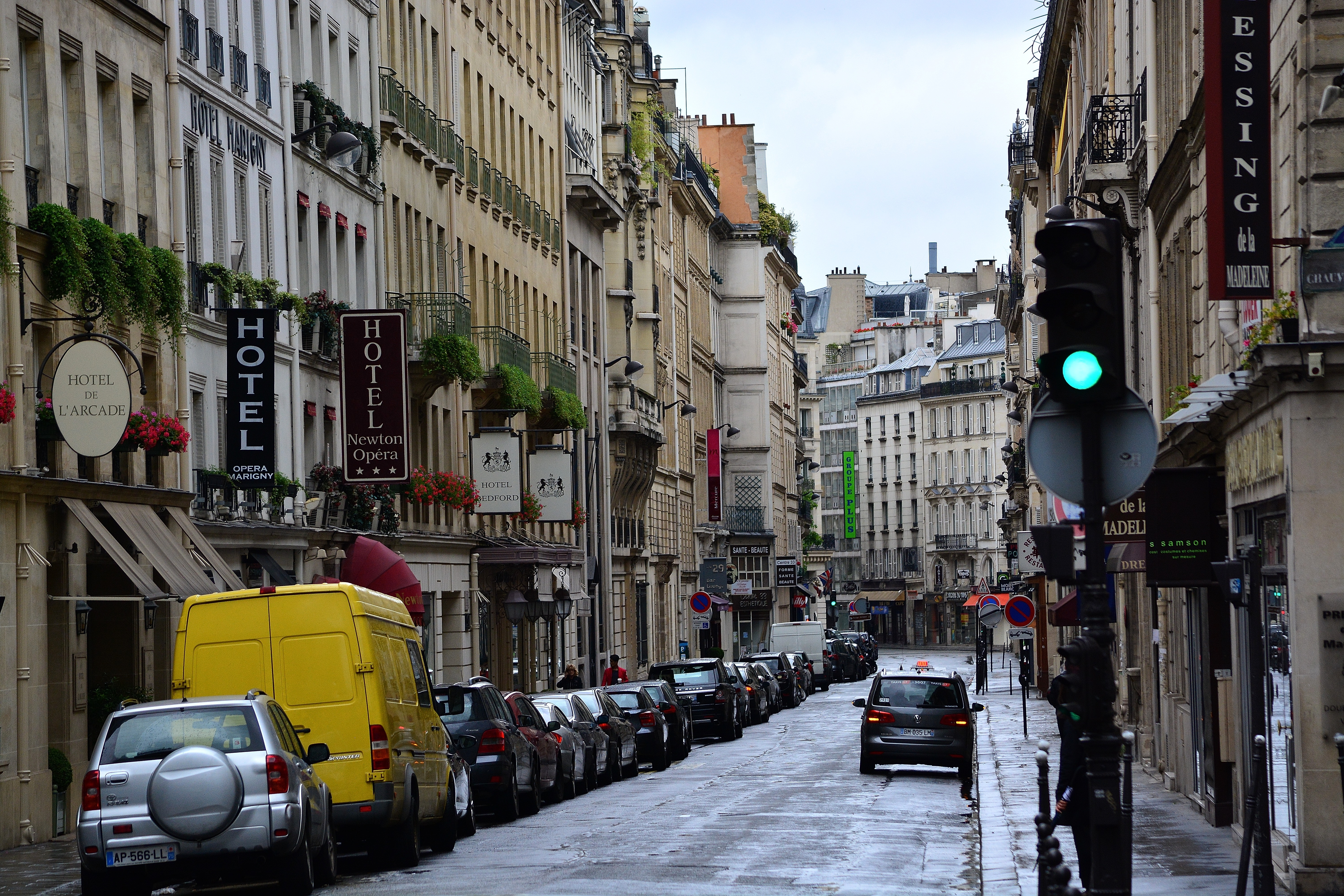
شارع دو لاركيد باريس الدائرة الثامنة 2014

في حياة الكاتب جان داراجان الذي حاول لسنوات بعناية حماية نفسه من كل شيء أصر ذات يوم شابان لا يعرفهما على مقابلته شخصيًا. يدعي جيل أوتوليني ورفيقته الغامضة شانتال غريباي أنهما وجدا دفتر عناوينه في مطعم في محطة ليون مما أدى إلى مقابلته لهما في مقهى على زاوية شارع رو دي لاركيد وشارع هوسمان. ومع ذلك فهو غير مهتم بشكل خاص بدفتر العناوين لأنه لم يعد يستخدم أرقام الهواتف الموجودة فيه. تقريبًا ضد إرادته يتورط داراجان في استفسارات تتعلق بشخص معين يُدعى جاي تورستيل الذي لفت انتباههم. تريد أوتوليني كتابة مقال عن هذا الشخص. تقول أوتوليني إن اسمه يظهر في وثائقها وكذلك في دفتر عناوين داراجان ويريد أن يعرف ما إذا كان داراجان يعرف تورستيل هذا. ولكنه لا يتذكر. تحاول شانتال غريباي إقناع الكاتب بمساعدة صديقها في كتابته وتلتقي به سرًا لهذا الغرض. يشتبه داراجان في أنها مجرد تظاهر ويكتشف أن الشركة التي تقول شانتال أن أوتوليني يعمل بها غير موجودة حتى. تخبر داراجان أن أوتوليني قد قرأ جميع رواياته. كما ورد اسم تورستيل مرة واحدة في رواية داراجان الأولى من قبل 45 عامًا أسود الطقس. يلاحظ داراجان أن شانتال تذكره بصديقة سابقة تحمل الاسم نفسه. عندما ينظر إلى الملف الذي أنشأه جيل بعد رحيل شانتال تبرز صورة طفل ويبدو أنها صورة جواز سفر من آلة بيع ويمكن رؤية داراجان فيها وهو في السابعة من عمره تقريبًا. وبصرف النظر عن ذلك لا يزال لديه وثائق خاصة به في حقيبة فقد مفتاحها. أثناء قراءته لملف جيل وضع دائرة حول اسم آني أستراند باللون الأحمر ثم صدمه التفكير في كيفية إخفاء علامته عنهما. فبالإضافة إلى اسم والدته وآني بدا اسم روجر فينسنت مألوفًا له في الوثائق.

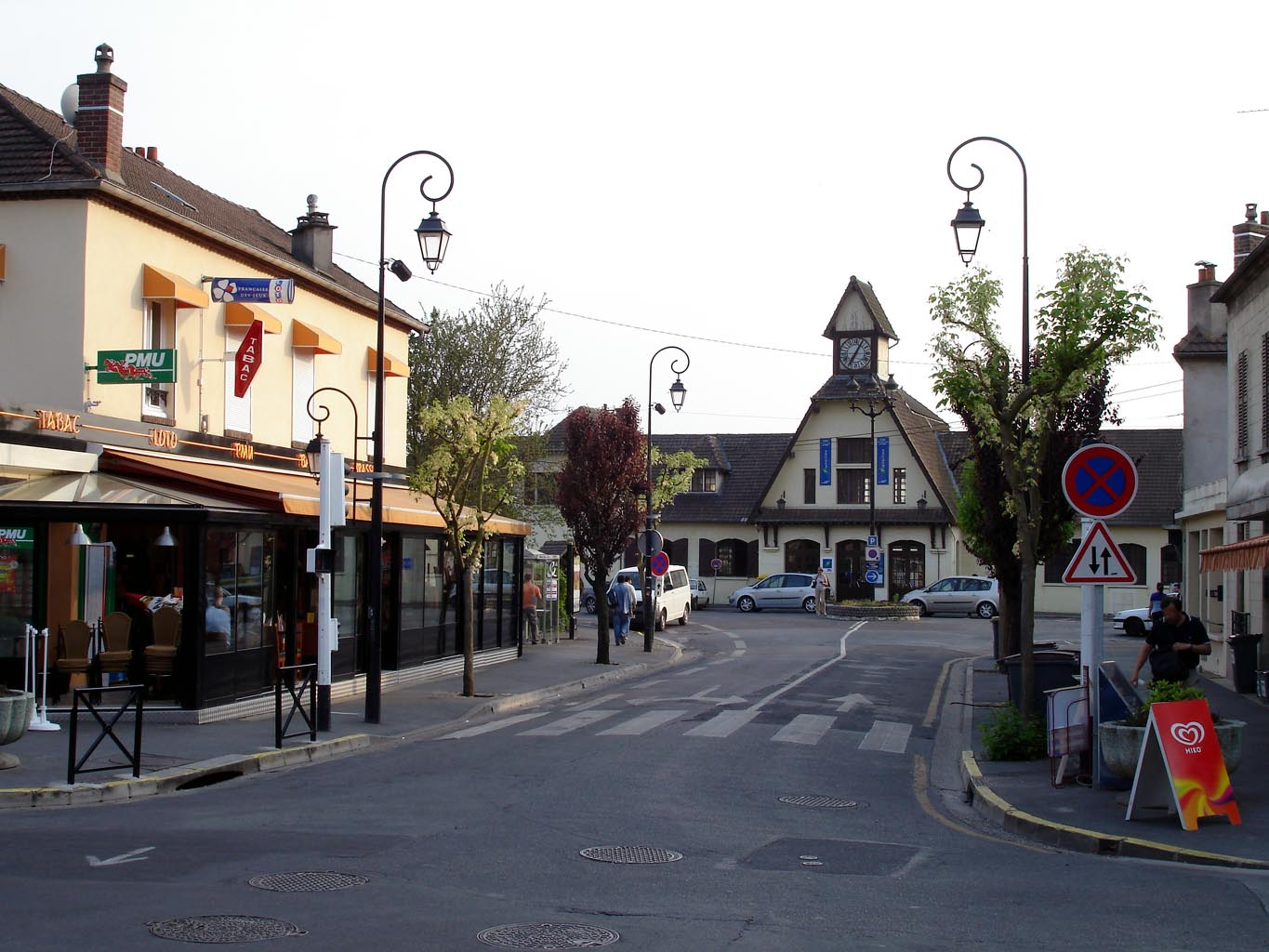
منظر لمبنى المحطة في سان لو لا فوريه أبريل 2007

يترك داراجان المساحة الوقائية التي خلقها لنفسه في نوع من "فقدان الذاكرة الطوعي" ("فقدان الذاكرة الطوعي") ويترك نفسه يحمله الأحداث مثل ريشة في مهب الريح. تظهر المزيد من الأسماء والأحداث والمواقع من الماضي بسرعة. إنها تعطل الحاضر بقدر ما تعطل عقل الراوي. هناك العديد من الرنجة الحمراء والشيء كله يحدث في ثلاثة أوقات مختلفة : في طفولة الكاتب عندما يكتب روايته الأولى وعندما يكون في منتصف الستينيات من عمره. من السهل أيضًا أن تضيع بين الأوقات وليس من السهل تحديد متى وبأي ترتيب يلتقي داراجان بأشخاص معينين من ماضيه وكم عمره في كل مرة وما إذا كان يحلم أم لا: آني أستراند، وجاي تورستيل والطبيب لويس فوسترات. كان الأخير الجار المباشر في سانت لو لا فوريه لمجموعة من البالغين يُفترض أنهم سيئو السمعة الذين نشأ معهم داراجان لفترة من الوقت بدون والدته. أثناء المحادثة يتذكر داراجان أصواتًا وضحكات في وقت متأخر من الليل والتي سمعها وهو نصف نائم من آني وكوليت لوران في الغرفة المقابلة للردهة. وأنه غالبًا ما كان صوت رجل ويبدو أن الرجل غادر المنزل قبل أن يحين وقت ذهاب داراجان إلى المدرسة. نظرًا لأن فوسترات لديه مفتاح المنزل المهجور لشخص يُدعى روجر فينسنت فإنه يريد أن يمنح الكاتب الفرصة لرؤيته. لدى داراجان انطباع بأن فوسترات قد يشك في أن زائره هو الصبي من ذلك الوقت لكنه يفضل عدم الكشف عن هويته ويستقل قطاره.
شانتال وجيل اللذان يناديهما داراجان الآن بأسمائهما الأولى في ذهنه لم يعودا يتصلان بعد الآن مع أنه أعاد توصيل الهاتف ولم يظهرا كشخصيتين مرة أخرى حتى نهاية الرواية.

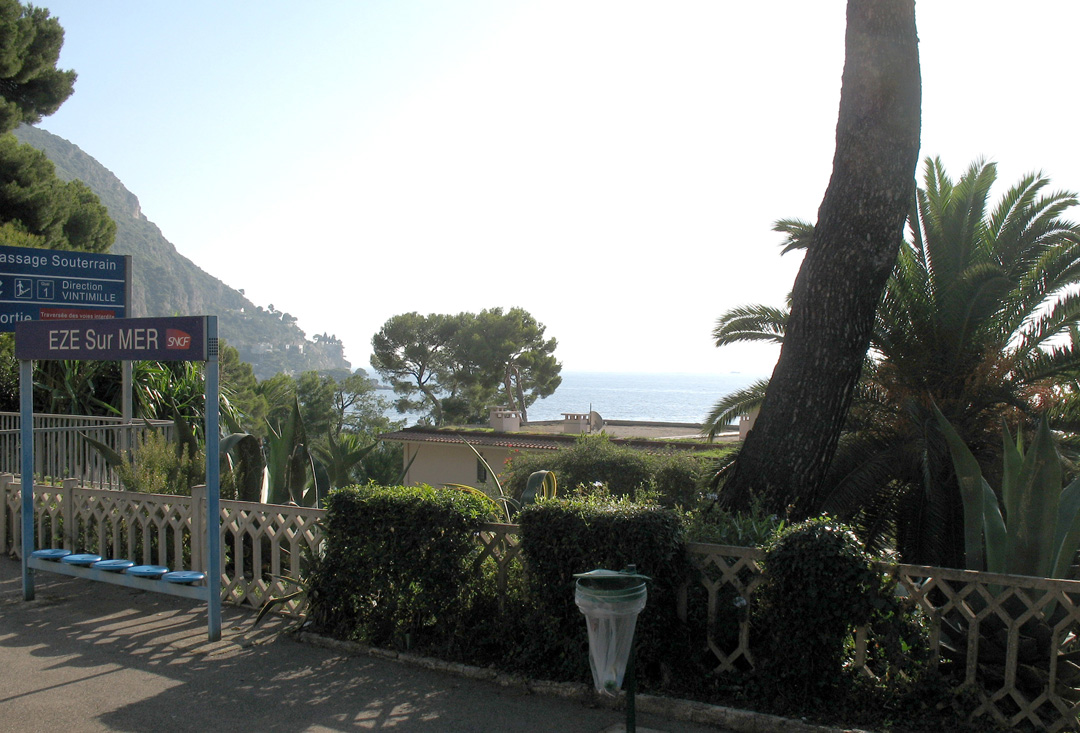
في محطة قطار إيز سور مير في عام 2006

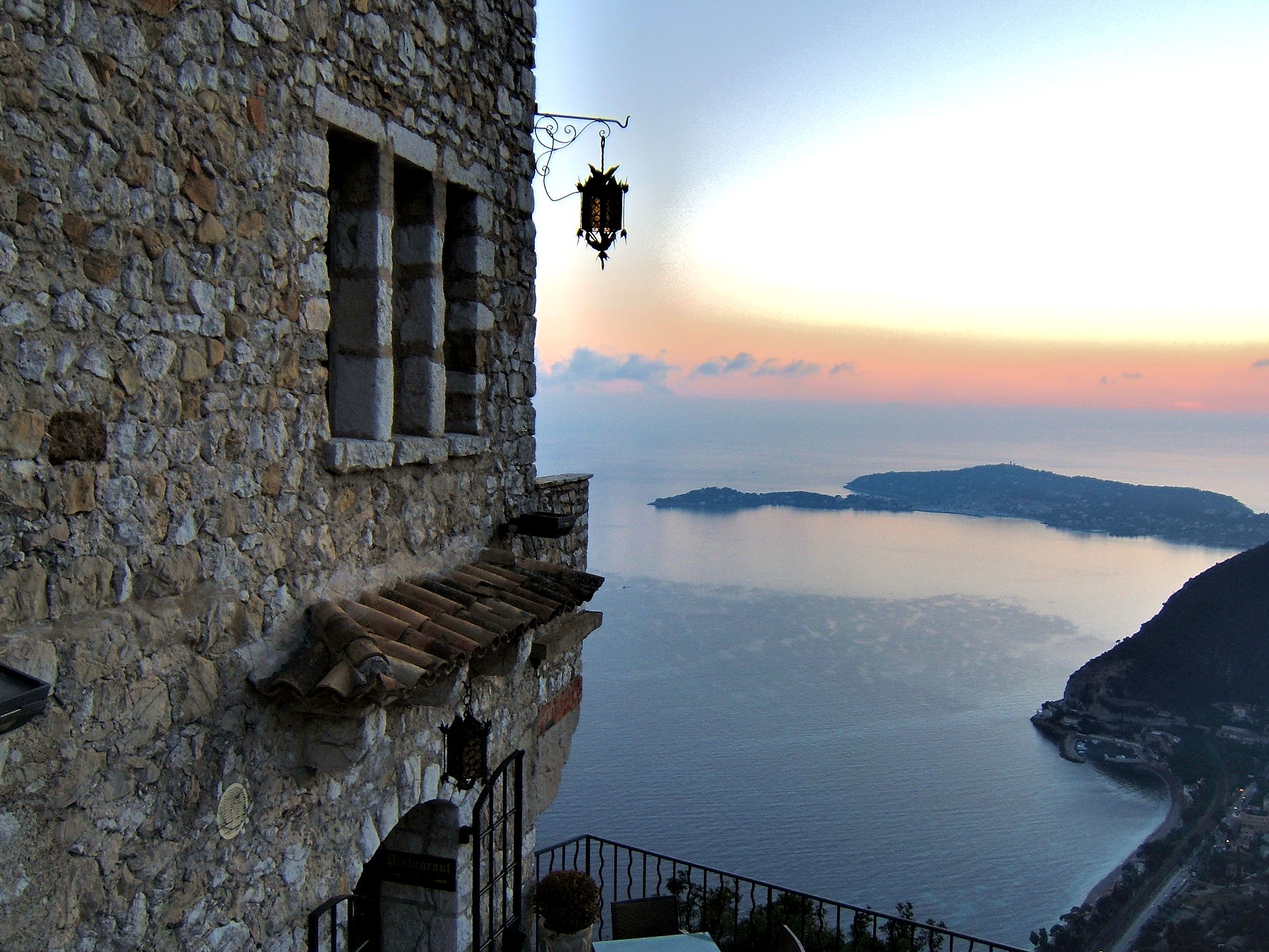
منزل في إيزي

تنتهي القصة بداراجان بعد عشرين عامًا وهو يسافر إلى مكان على كوت دازور إز سور مير حيث يظن أنه يعرف محطة قطاره الصغيرة. توقف هناك مع آني بعد رحلة قطار طويلة عبر ليون في طريقها إلى روما حيث كان من المستحيل العثور عليها. يتذكر شعورك عندما تستيقظ في الصباح بعد ليلة مضطربة من المكالمات الهاتفية في الغرفة المجاورة على صوت سيارة تبتعد وتدرك تدريجيًا أنه لا يوجد أحد في المنزل سواك.

## السرد والتفسير
في مراجعته لصحيفة "تريبيون دو جنيف" كتب باسكال جافيليه أن بنية الرواية مبنية على تفكيك المسارات. من غير الواضح من يشارك في البحث وبماذا. كل شيء أكثر تعقيدًا مما يبدو للوهلة الأولى. مع تقدم القصة تتشابك تأملات الراوي مع تحقيقاته لدرجة يصعب معها التمييز بينهما. الجملة الأولى خالية من الفاعل : "لا شيء تقريبًا" مما يعبر بثقة عن الرغبة في التجريد. لا وجود لـ"أنا" هنا ومع ذلك راوٍ عليم يكتشف في الوقت نفسه الذي يكتشف فيه القارئ أجزاء من واقع ما. يدور كل شيء حول نقطة تقع خارج هذا الخيال نفسه. القارئ في حيرة دائمة ولا يعرف من أين يأتي هذا الشعور بالفراغ إن لم نقل الذعر أثناء القراءة. الشخصية المحورية هي الذاكرة وغيابها.
بالنسبة لبرونو كورتي ومع ذلك في مراجعته لصحيفة لوفيجارو تتقارب الخيوط حول شخصية آني أستراند. تعتقد ناتالي كروم أيضًا في المناقشة في فرانس كالتشر في 3 أكتوبر 2014 أن آني أستراند هي الشخصية المركزية في الكتاب : شخصية أم معقدة لا يمكن تعريفها وشبح. هذا مع أن حقيقة أن هناك وضوحًا كبيرًا على المستوى الأسلوبي وهو نقي لغويًا ومتوازن جماليًا. تستخدم الشخصية الرئيسية أسماء فردية في بحثه وهذا هو الأهم. في نفس المناقشة في فرانس كالتشر يذكر لوران نونيز أن الكتاب يدور حول التوائم : يمكن ربط جيل وجان وشانتال وآني ببعضهما البعض في أزواج وهناك تغييرات في الأسماء وهويات مزورة وعناوين غير صحيحة وأخيرًا وليس آخرًا لم تعد المواد المكتوبة موجودة (الجزء الأول من رواية داراجان الأولى) وقام بمحاولة إعادة البناء إذا جاز التعبير.
بناءً على جوهر الأسئلة التي طُرح على موديانو في مقابلة مع دار غاليمار للنشر في أوائل أكتوبر 2014 حول روايته الأخيرة تبدأ القصة بفقدان لا بإعادة اكتشاف شيء. يتشابك الفقدان والذاكرة هنا : كلما استمر الراوي في تتبع طفولته قلّ فهمه. وكأن التذكر يؤدي حتمًا إلى مزيد من الغموض بدلًا من مزيد من الوضوح. يواجه بطل الرواية جان داراجان صعوبة في كتابة سرد متماسك لماضيه مما يثير التساؤل حول ما إذا كان من المستحيل كتابة سيرة ذاتية. من بين ذكريات أخرى يتذكر داراجان أيضًا إحدى رواياته للشباب والتي كانت تهدف إلى أن تكون بمثابة رسالة في زجاجة لمساعدته في العثور على امرأة معينة مرة أخرى وهي رواية ذات قارئ واحد إذا جاز التعبير. بل يبدو أن بطل الرواية نفسه يختلق أسرارًا من أحداث يومية إلى حد ما. إن محاولة حل مثل هذا اللغز تؤدي إلى خيبة أمل حتمية.

## تجربة القراءة
في مراجعتها لمجلة إل خلصت أوليفيا دي لامبيرتيري إلى أنه بعد قراءة هذا الإنكار للطفولة يشعر المرء أن الأشياء التي لم تحدث عنها أو حلها أبدًا ربما تكون أسوأ من معرفة أن آني أستراند كانت بهلوانية وقضت بعض الوقت في السجن وأن داراجان عاش معها لاحقًا في مونمارتر عندما أعطته المذكرة التي تحتوي على عنوان شقتها. يشير فرانسيس ريتشارد إلى شعار الرواية لستاندال عندما يكتب أنه ينبئ بكيفية عدم ظهور زمنين من ماضي داراجان بالكامل من الظل أحدهما منذ ما يزيد قليلاً عن 60 عامًا والآخر بعد خمسة عشر عامًا. يربط موديانو هذين الماضيين بشكل خفيف بالحاضر ليس من دون إضافة تحذير في بعض المناطق للحفاظ على شعور بالغموض للقارئ. مع موديانو لا شيء كما يبدو ("الظهور ليس جوهرًا") وتظل الخيوط السردية المختلفة معلقة. لذلك يرغب المرء في الانغماس في الكتاب كما لو كان الكتاب يُغازله وفقًا لكارولين دوديه. بالنسبة لبرونو كورتي بعد قراءته يشعر قراء موديانو المتمرسون بشعورٍ من السلاسة والجو الغريب الممزوج برائحة عفن الماضي المُشكل. يتنبأ كورتي بشعورٍ من السحر للقراء الجدد في عالم باتريك موديانو الفريد.

## أسماء معروفة
تشمل الأسماء المعروفة المذكورة في المحادثة بين داراجان ولويس فوسترات واندا لاندوسكا وأوليفييه لاروند. الشخصيات الأخرى مألوفة بالفعل من الرواية السابقة (الإعفاء الهندسي من العقوبة) من عام 1988 والتي تضمنت بالفعل أمًا بديلة آني ف. وروجر فينسينت. ما يميز حتى لا تضيع في الحي عن سابقتها هو أن الأحداث المماثلة في بيئة مماثلة يتم فحصها من منظور مختلف : بينما كانت في ذلك الوقت وجهة نظر الطفولة فهذه المرة هي وجهة نظر البلوغ.

## النفقات
- حتى لا تضيع في الحي. رواية . غاليمار، باريس 2014 ISBN 978-2-07-014693-2
  - حتى لا تضيع في الحي . ترجمة إليزابيث إيدل ، هانسر، ميونيخ ٢٠١٥، ISBN 978-3-446-24908-0 ، وإصدار dtv مرة أخرى، ٢٠١٧.

## روابط الويب
- مقابلة مع باتريك موديانو، Pour que tu ne te perdes pas dans le quartier de Patrick Modiano ، Gallimard.fr ، 2 أكتوبر 2014 (في وقت نشر الكتاب )، باللغة الفرنسية
- ألكسندر أستير، ناتالي كروم (تيليراما) ولوران نونيز (ماريان) ، الأدب : Rien que la vie et Pour que tu ne te perdes pas dans le quartier ، franceculture.fr ، 3 أكتوبر/تشرين الأول 2014، بودكاست، الدقائق 40-50 ، باللغة الفرنسية، نقاش حول أحدث رواية لموديانو و Liebe Leben ، المجموعة القصصية الأخيرة لأليس مونرو ، الحائزة على جائزة نوبل في عام 2013، والتي نُشرت في نفس الوقت بالترجمة الفرنسية في 2 أكتوبر/تشرين الأول 2014.
- باسكال جافيليت، جائزة نوبل للآداب، باتريك موديانو يستكشف لوبلي في ابن ديرنير رومان ، tdg.ch ، 9 أكتوبر 2014، باللغة الفرنسية
- أوليفيا دي لامبرتيري، لو رومان دي لا سمين؟ « Pour que tu ne te perdes pas dans le quartier » بقلم باتريك موديانو ، elle.fr ، 10 أكتوبر 2014، باللغة الفرنسية
- برونو كورتي، لكي لا تفقد الأمل في حي موديانو : ظلّ الشكّ ، lefigaro.fr ، 16 أكتوبر 2014، بالفرنسية
- فرانسيس ريتشارد، « Pour que tu ne te perdes pas dans le quartier » بقلم باتريك موديانو ، contrepoints.org ، 25 أكتوبر 2014، باللغة الفرنسية
- كارولين دوديت، Pour que tu ne te perdes pas dans le quartier، بقلم باتريك موديانو ، leschroniquesculturelles.com ، 30 أكتوبر 2014، بالفرنسية